# Eliézer Shohat
Pour les articles homonymes, voir Shohat.
 (janvier 2019).
Si vous disposez d'ouvrages ou d'articles de référence ou si vous connaissez des sites web de qualité traitant du thème abordé ici, merci de compléter l'article en donnant les références utiles à sa vérifiabilité et en les liant à la section « Notes et références ».
Eliezer Shohat (אליעזר שוחט) fut un protagoniste actif du mouvement sioniste.

## Biographie
Il naît en 1874 en Russie, et émigre en Palestine en 1904. Eliézer est le frère de Israël Shohat, membre de Hashomer.
Eliézer Shohat défend simultanément les droits des travailleurs et les desseins sionistes du peuple juif. De par sa prestance et son influence, il est à la base idéologique de la seconde vague d'aliyah, de la Légion du Travail, de la Histadrout pour la région de la Galilée, du parti Hapoel Hatzaïr et à celle de l'organisation Hahoresh.
Eliézer Shohat est d'une nature spirituelle et doué d'un esprit de créativité écrite. À la question "Pourquoi ne s'est-il pas lancé dans l'écriture ?" que pose le pionnier et écrivain Shlomo Tzémah, ce dernier répond "la Galilée l'a complètement accaparé, et Shohat lui a simultanément tout donné".
Installé au kibboutz Merhavia, il épouse Hana Meizel avec qui il ne partagera sa vie que quelques années plus tard. Shohat travaille à Migdal et participe à différents congrès sionistes, alors que Hana dirige la ferme Haalamot.
Durant la Première Guerre mondiale, Shohat passe d'un kibboutz à l'autre et travaille quelque temps à Kvoutzat Kinneret. À la fin de la guerre, on le compte parmi les fondateurs de Nahalal. Shohat exprime ainsi ses convictions : "Nous ne pouvons nous permettre de faire construire par d'autres la Terre d'Israël. On ne peut laisser s'humidifier cette terre par la sueur d'autrui".
Shohat quitte enfin Nahalal et devient éditeur pour le compte du parti Avoda.
Eliézer Shohat meurt en 1971.